# 아르피아체육공원
아르피아체육공원(아르피아體育公園, Arpia Sports Park)은 대한민국 경기도 용인시에 있는 스포츠 시설이다. 인조잔디 필드와 우레탄 트랙이 갖춰진 다목적 경기장이 설치되어 있으며, 2009년 3월에 준공되었다.

## 참고 문헌
- “아르피아체육공원”. 용인도시공사.[깨진 링크(과거 내용 찾기)]
- “수지레스피아”. 용인시상하수도사업소.
- 《전국 공공체육 시설 현황 (2017년말 기준)》. 대한민국 문화체육관광부. 2019.
- 《2019년 전국 공공체육시설 현황 (2018년말 기준)》. 대한민국 문화체육관광부. 2020.
- 《2022년 전국 공공체육시설 현황 (2021년말 기준)》. 대한민국 문화체육관광부. 2023.
- 《2023 전국 공공체육시설 현황 (2022년 12월말 기준)》. 대한민국 문화체육관광부. 2024.

## 같이 보기
- 수지레스피아